# Доти (район)
Доти (непальск. डोटी जिल्ला) — один из 75 районов Непала. Входит в состав зоны Сетхи, которая, в свою очередь, входит в состав Дальнезападного региона страны.
На западе граничит с округами Даделдхура и Байтади зоны Махакали, на севере граничит с районом Баджханг, на востоке — с районом Ачхам, на юге — с районом Кайлали и на юго-востоке — с районом Суркхет зоны Бхери. Площадь района — 2025 км². Административный центр — город Дипаял-Силгадхи.
Население по данным переписи 2011 года составляет 211 746 человек, из них 97 252 мужчины и 114 494 женщины. По данным переписи 2001 года население насчитывало 207 066 человек. Население района говорит на языке дотияли, который очень близок к языку кумаони и может расцениваться как диалект последнего.